# Atchatchakangouen
Atchatchakangouen (Miami /vlastiti/, Atchakangouen ).- glavna divizija Miami Indijanaca koji su ime dobili po riječi atchitchak, u značenju ‘crane’, ždral, ptica čije ime oni nose bio je jedan od dva vodeća totema (Chauvignerie, 1736.) Miami Indijanaca. Atchatchakangouen su se morali zbog neprijateljstava Illinoisa povući zapadno od Mississippija. Ni ovdje ne nađoše mira od napada Sioux Indijanaca, pa ponovno prelaze Mississippi i naseljavaju se blizu jezuitske misije na Green Bayu, a otuda u illinois i indianu s ostatkom plemena. Povijest ove skupine Miamija zajednička je povijesti naroda Miami. 
Ime Atchatchakangouen javlja se kod raznih autora u više varijanti: Atchatchakangouen (Perrot ; ca. 1721);  Chacakengua, Coxe, Carolana, map, 1741; Tchidüakoüingoües, Bacqueville de la Potherie, Hist. Am., II, 261, 1753.

## Vanjske poveznice
- Anthropological Report Docket No. 317 (Cons.)  Arhivirana inačica izvorne stranice od 7. veljače 2006. (Wayback Machine)
- Atchatchakangouen Indian Tribe History